# Zhangzha
Zhangzha (漳扎镇; ; pinyin : Zhāngzhā Zhèn) est un canton du Xian de Jiuzhaigou dans la Préfecture autonome tibétaine et qiang d'Aba au Sichuan en Chine.